# Mezoregion Zona da Mata

Mezoregion Zona da Mata

Mezoregion Zona da Mata – mezoregion w brazylijskim stanie Minas Gerais, skupia 142 gminy zgrupowanych w siedmiu mikroregionach. Znajduje się w południowo-wschodniej części stanu, w pobliżu granicy między stanami Rio de Janeiro i Espirito Santo.

## Mikroregiony
- Juiz de Fora
- Ubá
- Muriaé
- Manhuaçu
- Ponte Nova
- Cataguases
- Viçosa